# Jōsō

Jōsō (常総市 Jōsō-shi?) este un municipiu din Japonia, prefectura Ibaraki.